# 巴勒斯坦聯賽
巴勒斯坦聯賽（英語：Palestine League），又稱以色列地聯賽（希伯來語：‎）、以色列地足球聯賽（希伯來語：‎），是英國巴勒斯坦託管地（今以色列）的足球聯賽，於1928至1948年間舉辦。該聯賽由以色列地足球總會主辦，被視為1948年後以色列超級足球聯賽的雛形。

## 組織及歷史
該聯賽由以色列地足球總會（今以色列足球總會）主辦，被視為以色列超級足球聯賽的前身，以及以色列足球聯賽體系的前身。由於巴勒斯坦阿拉伯人的暴亂襲擊，其賽程安排不一致，有些賽季沒有全國錦標賽。由於英國託管於1948年5月終止，以色列復國後遭周邊阿拉伯國家入侵，聯賽在1947年後暫停了兩個賽季。1949年，巴勒斯坦聯賽正式由以色列足球乙級聯賽取代。